# B.A.T.M.A.N.
B.A.T.M.A.N. vem do inglês (Better Approach To Mobile Ad-hoc Networking) e e um protocolo de roteamento para redes WLAN de computadores abertas redes sem fios do tipo Ad-hoc, desenvolvidas atualmente entre outras pela rede-livre Freifunk da alemanha e openwireless da suiça. Este protocolo deve futuramente substituir o protocolo OLSR usado atualmente por redes Ad-hoc.
Este tipo de protocolo se destina perfeitamente a redes de computadores sem-fios do tipo Ad-hoc. O desafio desta topologia é representar a qualidade das conexões entre roteadores, os quais estão constantemente variando e calcular a melhor rota para os pacotes de dados a serem enviados.
Ao contrário de outros protocolos e algorítimos de roteamento, o B.A.T.M.A.N não calcula as rotas, ele sim registra as rotas já existentes. Este procedimento se parece com o "ACO" Ant Colony Optimization tipo AntHocNet . Neste caso o ACO se interessa somente pelo saber por qual vizinho a rota é melhor alcançável. Cientificamente falando parecido com o modo no qual as formigas acham o caminho usando os feromônios; assim surgem redes com inteligência coletiva.

## Função
Um roteador sem fio em uma rede usando o protocolo B.A.T.M.A.N-MANET se interessa somente pela existência de vizinhos que são alcançados diretamente ou através de um Hop.
Quem quiser saber como um roteador funciona pode ver este em ação com o comando:
ping -R <endereço destino>  -R Usa cabeçalho de roteamento para testar também a rota(somente IPv6).

## Exemplo
Vejamos em uma rede Mesh com quatro Node:
```
Node A ↔ Node B ↔ Node C ↔ Node D
```

Suponhamos que cada um destes Nós só pode ver um vizinho. O roteador A envia uma Mensagem-Originaria. O roteador B recebe e reenvia esta mensagem. Com isso o roteador C percebe a mensagem enviada de A, reenviada por B com o número sequencial 0, TTL 49
O roteador C reenvia esta mensagem. O roteador D por sua vez recebe esta mensagem do roteador A reenviada por C com o número sequencial 0, TTL 48
Com isso o roteador D sabe que:
Existe um roteador A, o qual é acessível através de uma das estações intermediarias. Para acessar A deverá enviar os pacotes de dados ao roteador C, a única informação necessaria a saber.
Este exemplo é simplificado, o que realmente acontece em grande escala podemos ver no exemplo de uma pequena rede a seguir:
- ---- Node B ---- Node C ---- *

```
       |                              |
Node A + ------------ Node D -------- + Node F
       |                              |
```

- ------------ Node E -------- *

Node A tem como vizinhos os Nodes B, D, E. Assim como Node F tem C, D, E como vizinhos. Os pacotes vão ser passados por D ou E.